# Melanesia

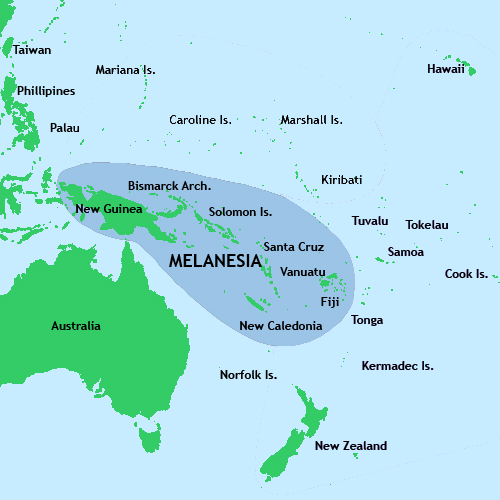
Melanesia trong khung màu hồng

Melanesia (tiếng Việt: Mê-la-nê-di) là tiểu vùng của châu Đại Dương từ Tây Thái Bình Dương đến biển Arafura và đông bắc Úc. Danh từ này do Jules Dumont d'Urville đưa ra năm 1832 để chỉ địa khu này cùng chủng tộc trên các hải đảo mang sắc thái khác hẳn các đảo Polynesia và Micronesia. Theo từ nguyên thì Melanesia gốc tiếng Hy Lạp ghép hai từ: "μέλας" nghĩa là "đen" và "νῆσος" nghĩa là "đảo".

## Dân cư
Về mặt chủng tộc, Melanesia có hai nhóm chính: người Melanesia (gốc Austronesia) và người Papua. Giống người Melanesia chủ yếu sinh sống ở vùng ven biển cùng các đảo nhỏ trong khi người Papua sinh sống sâu trong nội địa.
Giống người nguyên thủy của vùng Melanesia là tổ tiên của người Papua. Họ di cư đến khu vực này khoảng 35.000 năm trước.
Nhóm người Austronesia đến sau, khoảng 2.000 năm trước Công nguyên. Qua sự giao lưu văn hóa, ngôn ngữ, và di tố (DNA), nhóm người Melanesia hình thành và lan rộng khắp địa bàn này.

## Địa lý

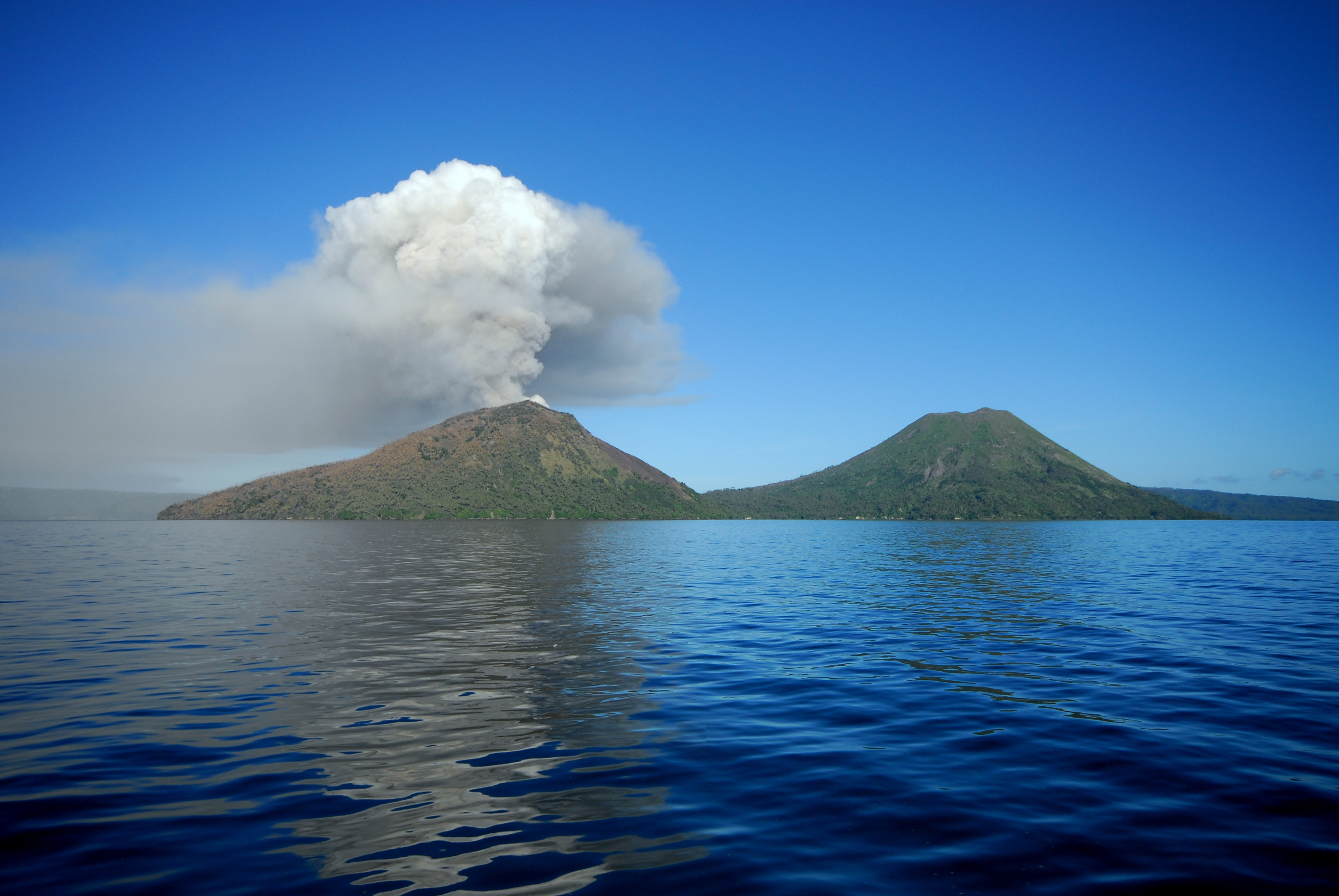
Núi Tavurvur ở Papua New Guinea

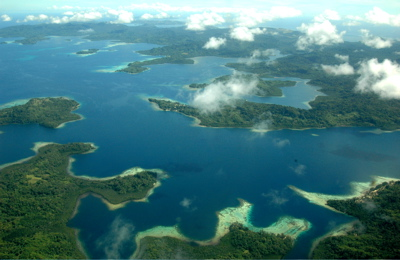
Nhìn từ trên không ở quần đảo Solomon

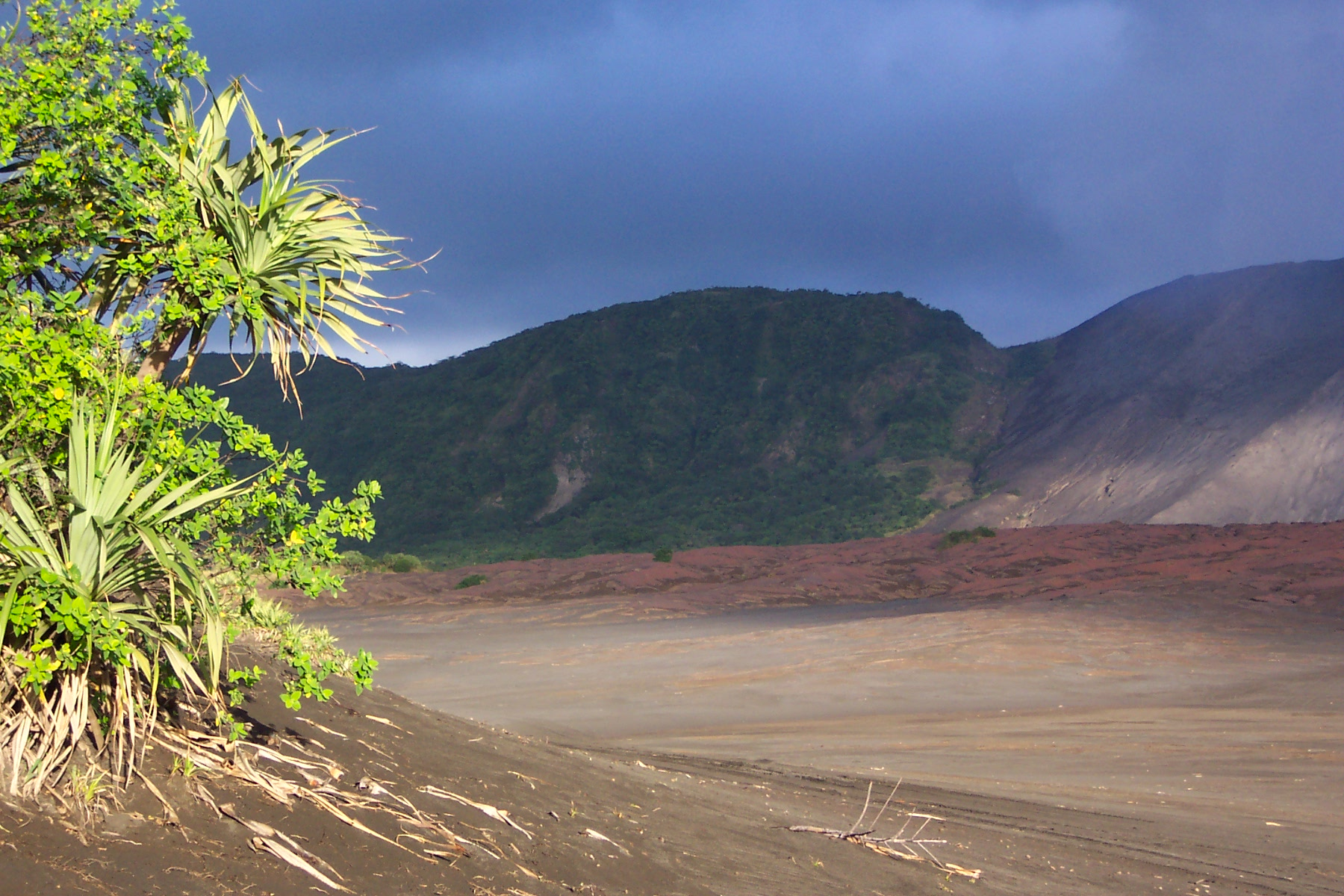
Đồng bằng Cinder của núi Yasur ở Vanuatu

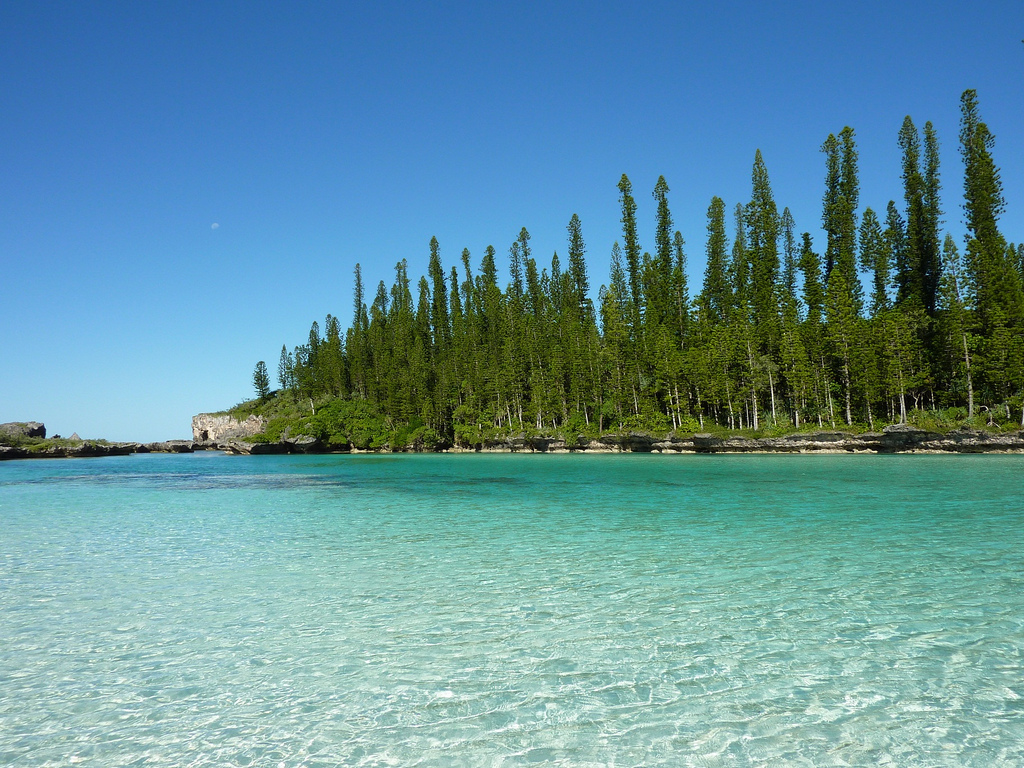
New Caledonia

Bản đồ phân loại khí hậu Köppen của Melanesia

Thường có sự phân biệt giữa đảo New Guinea và đảo Melanesia, bao gồm "chuỗi các quần đảo, đảo, đảo san hô và đá ngầm tạo thành ranh giới bên ngoài của biển san hô hình bầu dục được che chở".:5 Điều này bao gồm Quần đảo Louisiade (một phần của Papua New Guinea), Quần đảo Bismarck (một phần của Papua New Guinea và Quần đảo Solomon), và Quần đảo Santa Cruz (một phần của quốc gia được gọi là Quần đảo Solomon). Quốc gia Vanuatu bao gồm chuỗi đảo New Hebrides (và trong quá khứ 'New Hebrides' cũng là tên của đơn vị chính trị nằm trên quần đảo). New Caledonia bao gồm một hòn đảo lớn và một số chuỗi nhỏ hơn, bao gồm cả Quần đảo Trung thành. Quốc gia Fiji bao gồm hai hòn đảo chính, Viti Levu và Vanua Levu, và các đảo nhỏ hơn, bao gồm cả quần đảo Lau.
Tên các hòn đảo ở Melanesia có thể gây nhầm lẫn: chúng có cả tên bản địa và tên châu Âu. Biên giới quốc gia đôi khi cắt ngang qua các quần đảo. Tên của các đơn vị chính trị trong khu vực đã thay đổi theo thời gian, và đôi khi có cả các thuật ngữ địa lý. Ví dụ, đảo Makira từng được gọi là San Cristobal, tên do các nhà thám hiểm Tây Ban Nha đặt cho nó. Nó thuộc quốc gia Quần đảo Solomon, là một quốc gia-nhà nước chứ không phải là một quần đảo tiếp giáp. Biên giới giữa Papua New Guinea và Quần đảo Solomon ngăn cách đảo Bougainville với các đảo lân cận như Choiseul, mặc dù về mặt địa lý, Bougainville là một phần của chuỗi đảo bao gồm Choiseul và phần lớn của Solomon.
Ngoài những hòn đảo kể trên, ở Melanesia còn có nhiều đảo nhỏ hơn và đảo san hô. Bao gồm các:
- Quần đảo Amphlett, Papua New Guinea
- Quần đảo D'Entrecasteaux, Papua New Guinea
- Quần đảo Norfolk, Australia (chỉ về mặt địa lý)[chú thích 1]
- Quần đảo Raja Ampat, West Papua, Indonesia
- Quần đảo Aru, Maluku, Indonesia (chỉ về mặt địa lý)
- Rotuma, Fiji
- Quần đảo Schouten, Papua
- Quần đảo Torres Strait, chia rẽ chính trị giữa Úc và Papua New Guinea
- Quần đảo Trobriand, Papua New Guinea
- Quần đảo Woodlark, Papua New Guinea

Đảo Norfolk, được liệt kê ở trên, có bằng chứng khảo cổ về Đông Polynesia hơn là khu định cư Melanesian. Rotuma ở Fiji có mối liên hệ chặt chẽ về mặt văn hóa và dân tộc học với Polynesia.